# Хайленд-Парк (Мичиган)
Хайленд-Парк (англ. Highland Park) — город в США в округе Уэйн штата Мичиган. По переписи 2010 года население города составляло 11 776 человек. Город со всех сторон окружён городом Детройт, кроме небольшой его части, которая граничит с другим небольшим городом Гемтремк, также со всех сторон окружённым Детройтом.

## История
История города берёт своё начало из небольшого фермерского поселения, которое размещалось на холме, там, где сегодня расположены Вудворд-авеню и Хайленд. Тогда эта местность располагалась в нескольких километрах от города Детройт. В 1818 году известный детройтский судья Август Вудворд купил местность и в 1825 году основал поселение Вудвордвил. Однако оно пришло в упадок. В 1836 году другой детройтский судья Бенджамин Витерел основал здесь новое поселение Кассандра.
12 февраля 1873 года здесь была открыта почтовая станция Вайтвуд. 27 июля 1889 года станция была переименована в Хайленд-Парк. В этом году местное поселение получило такое же название и получило статус поселения.
В 1907 году Генри Форд приобрёл в Хайленд-Парке 160 акров земли для строительства автозавода, который начал работу в 1909 году. Именно на этом заводе в 1913 году Форд запустил первый в мире конвейер по сборке автомобилей. Благодаря заводу Форда население небольшой деревни начало очень быстро расти. В 1910 году оно составляло 4120 человек, а в 1920 году — 46 500 человек, то есть за десять лет выросло более чем в 10 раз.
В 1918 году Хайленд-Парк получил статус города. В это время городу удалось удержать свой статус отдельного населённого пункта и не войти в состав растущего Детройта.
В 1925 году в Хайленд-Парке был основан завод компании Chrysler, и в городе в течение 70 лет находилась штаб-квартира компании до её переезда в Оберн-Хиллс.
В конце 1950-х годов компания Ford начала сворачивать свою деятельность в городе. В последние годы деятельности на заводе занимались выпуском тракторов. В 1973 году завод был закрыт. Прекращение деятельности завода привело к упадку города в 1980—1990-х годах. Население города начало уезжать, усилился отток белых. В городе ухудшилась криминогенная ситуация. Ещё более ухудшилась экономическая ситуация в городе в связи с переносом штаб-квартиры Chrysler в Оберн-Хиллс в 1991—1993 годах, что привело к потере городом около 6000 рабочих мест.

## Население
По переписи 2010 года население Хайленд-Парка составило 11 776 человек, в городе было 4645 владельцев домов, насчитывалось 2406 семей. По расовым показателям население города имеет следующий состав: 93,5 % составляют афроамериканцы, 3,2 % — белые, 0,3 % — индейцы, 0,4 % — азиаты, 0,4 % — представители других рас, 2,3 % — население смешанного происхождения.
Население города значительно уменьшилось за последние десятилетия XX века после закрытия автомобилестроительных заводов Форд и Крайслер.

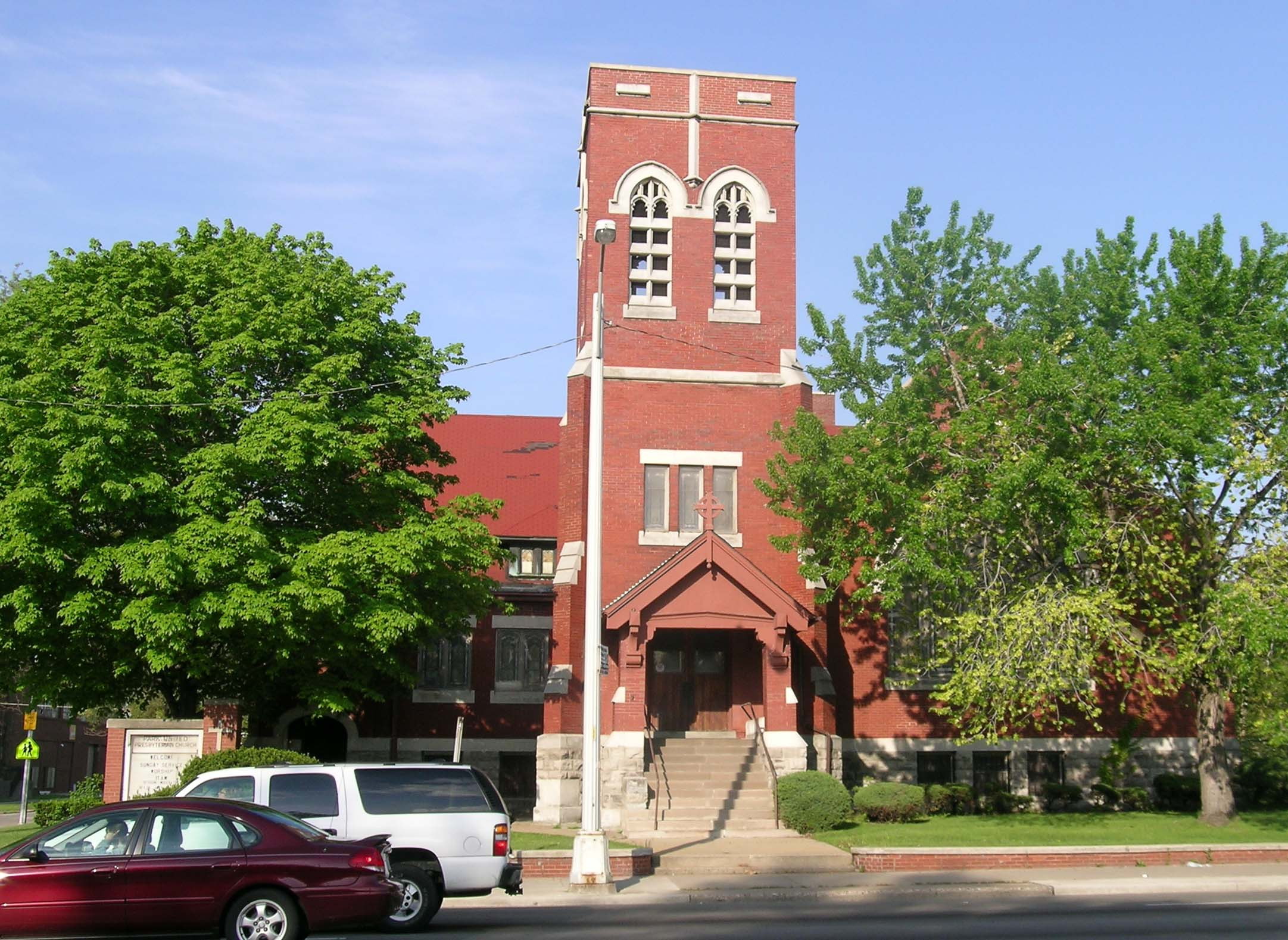
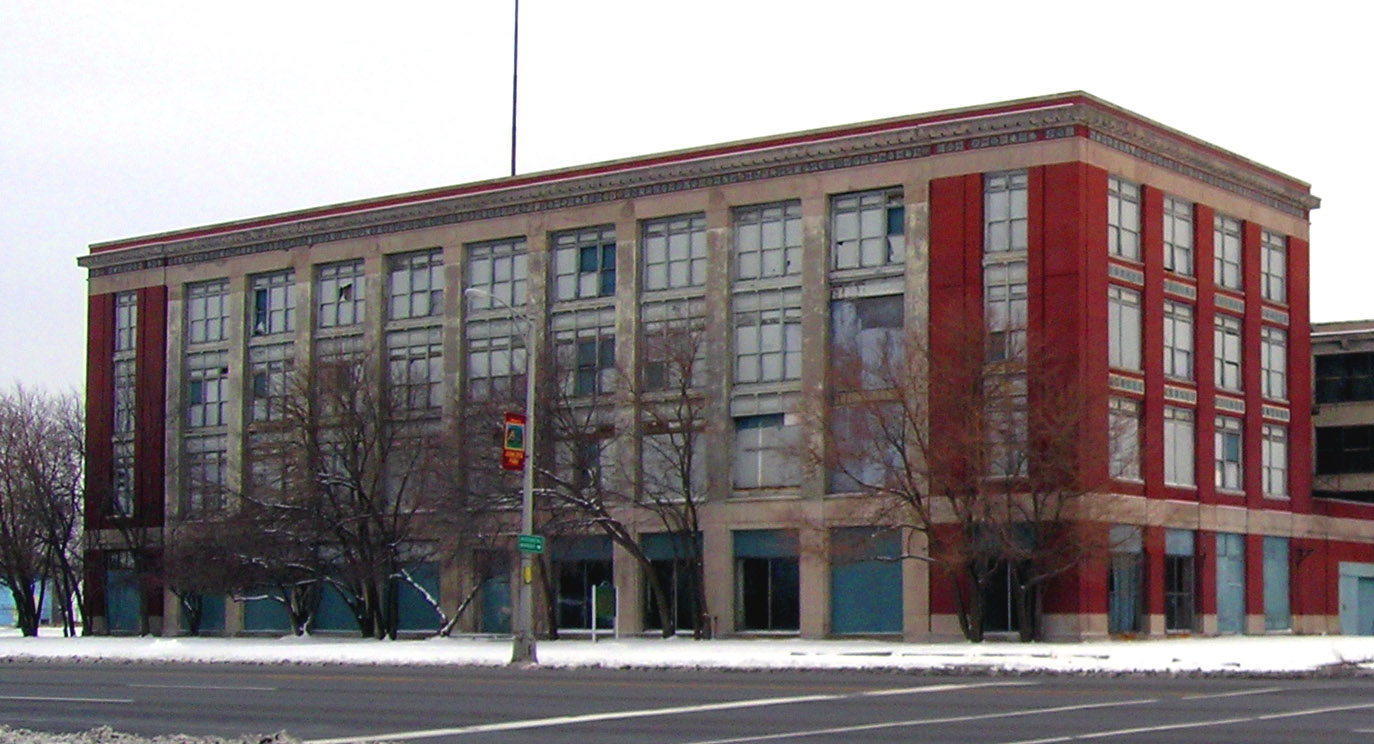
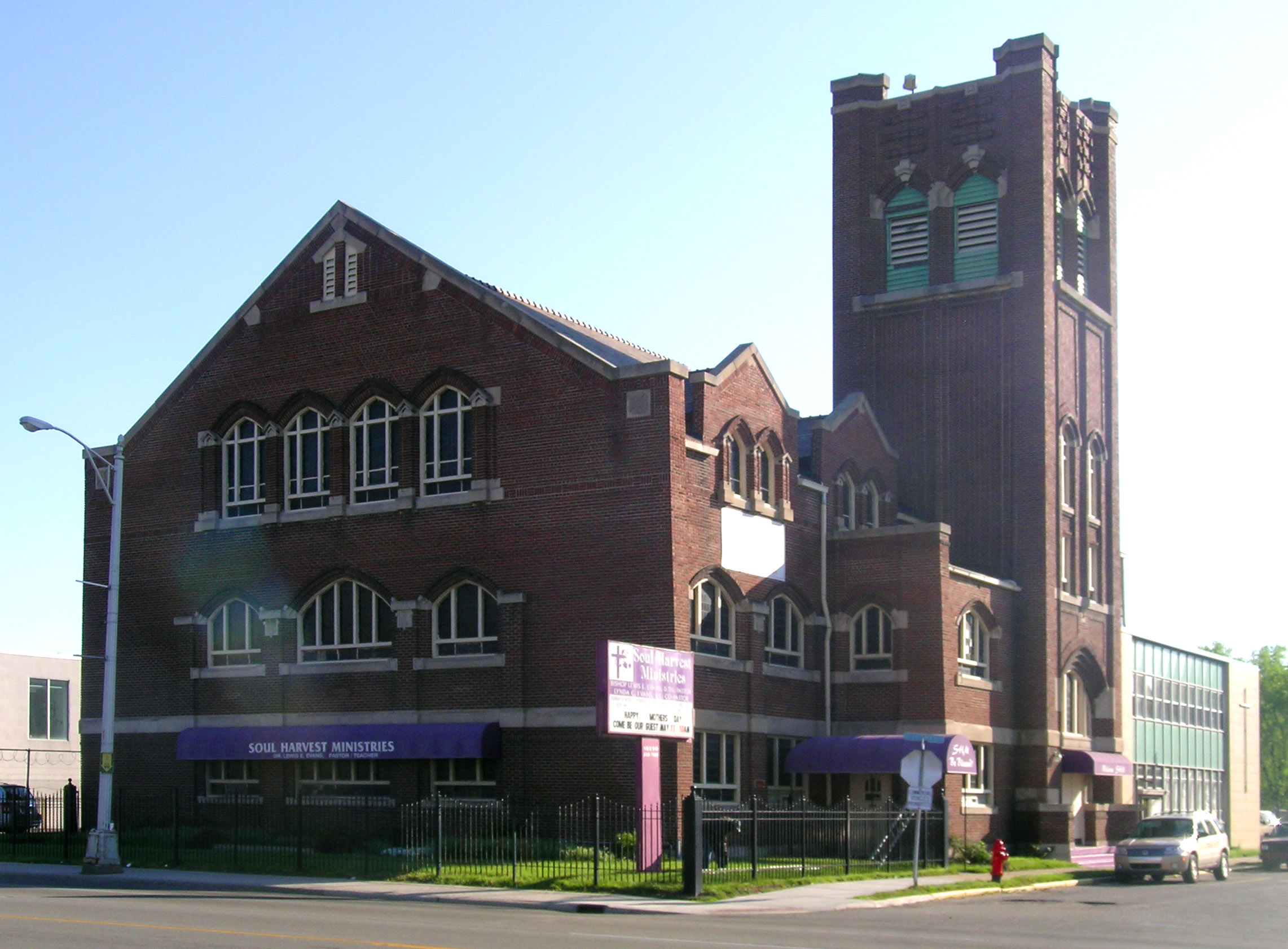
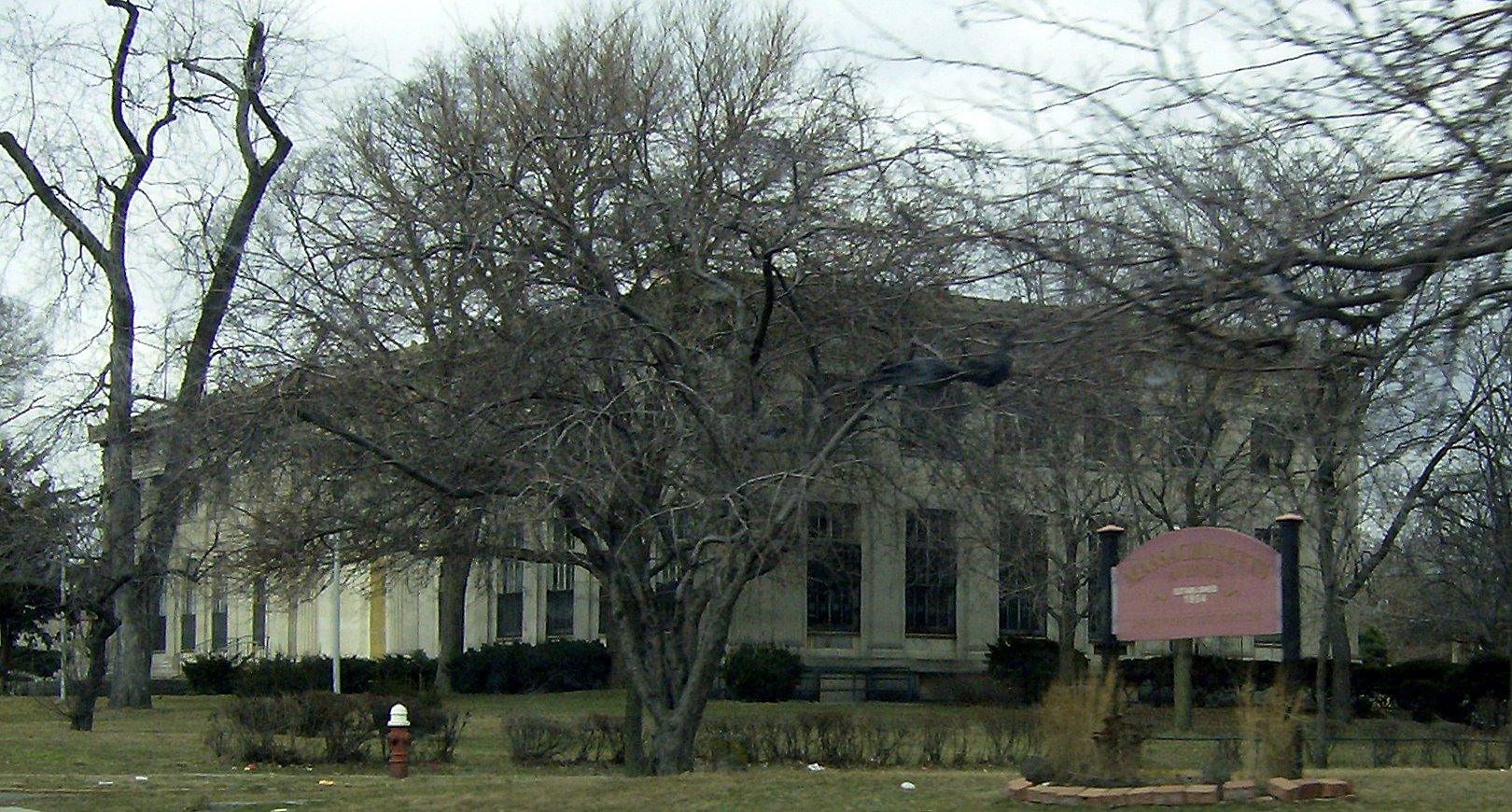